# Rampur Tokani
Rampur Tokani (en népalais : रामपुरटोकनी) est un comité de développement villageois du Népal situé dans le district de Bara. Au recensement de 2011, il comptait 7 193 habitants.